# Alfa Romeo 126 RC.10
L'Alfa Romeo 126 RC.10 era un motore radiale aeronautico a 9 cilindri a singola stella raffreddato ad aria prodotto dal 1936 dall'azienda italiana Alfa Romeo Milano.
Faceva parte di una serie di motori evoluti dallo Jupiter costruito su licenza della britannica Bristol Engine Company. Il modello 126 RC.10 era caratterizzato dall'adozione di un compressore centrifugo tarato per la quota di ristabilimento di 1 000 m e di un riduttore.

## Velivoli utilizzatori
Italia
- CANT Z.506 A
- Macchi M.C.94
- Macchi M.C.100
- Savoia-Marchetti S.M.73
- Savoia-Marchetti S.M.81 "Pipistrello"
- Savoia-Marchetti S.M.82 "Marsupiale"